# Sylvie Courtine-Denamy
Sylvie Courtine-Denamy, née le 18 mai 1947 à Neuilly-sur-Seine et morte le 8 octobre 2014 à Paris, est une philosophe française, traductrice, enseignante et chercheure, spécialiste des philosophes Hannah Arendt et Simone Weil.

## Formation académique
Elle entreprend des études de philosophie à l'université Paris-Nanterre recevant les enseignements des philosophes Emmanuel Levinas, Paul Ricoeur, Jean-François Lyotard, Louis Marin. Elle suit les cours de Jean Beaufret dans la khâgne du Lycée Condorcet en tant qu’auditrice libre.
Elle rejoint l’université de Paris IV et y soutient une thèse sur Les concepts de “Mitleid” et de “Scham” chez Friedrich Nietzsche sous la direction du professeur Henri Birault.
Son fort intérêt pour l’histoire l’amène à poursuivre des études de sciences politiques dans la section Relations Internationales. Elle devient à ce titre chercheure associée au CEVIPOF (Centre de recherches politiques de Sciences Po) et, pour ses travaux de traduction, membre associé à l'Institut des Textes et Manuscrits Modernes (ITEM, CNRS) au sein de l’équipe "Multilinguisme, Traduction, Création" ou encore au Centre d’histoire contemporaine et moderne des Juifs à l’École Pratique des Hautes Études.

## Enseignement et recherches
Pendant de nombreuses années, elle enseigne la philosophie dans les classes terminales des lycées puis les « Humanités » dans les grandes écoles supérieures (ENS P et T, CNAM, ESCAE, Essec),.
Ses recherches portent sur la philosophie contemporaine et sur le judaïsme moderne. Son travail s’est plus particulièrement focalisé sur les penseurs juifs contemporains : Hans Jonas, Emmanuel Levinas, Leo Strauss ou Simone Weil,. Cette dernière est le sujet de son dernier livre de philosophie intitulé Simone Weil, La quête de racines célestes (Cerf, 2009), publié à l’occasion du centenaire de la naissance de la philosophe.
Elle consacre surtout plusieurs études à la philosophe politique Hannah Arendt, notamment une importante et "érudite présentation philosophique" (Catherine Chalier). En 1997, elle publie Trois femmes dans de sombres temps, une étude biographique sur trois femmes philosophes engagées pour penser la décennie 1933-1943 où se mêlent fascisme, nazisme, impérialisme, antisémitisme et totalitarisme.
Concernée par les problèmes d’identité et de mémoire, elle publie en 2009 un récit adressé à son petit-fils, Écoute Nathan, Promenade en Eretz Israël (L’Harmattan, 2009). Également intéressée par l’art contemporain, elle associe art et philosophie dans son essai Le Visage en question. De l’image à l’éthique (La Différence, 2004).
Elle obtient le Prix Alberto-Benveniste de la création en 2002 pour son ouvrage La Maison de Jacob (Phébus, 2001), une "monographie de caractère familial", préfacée par Julia Kristeva.
Elle intervient dans les médias culturels sur France Culture et participe à l’émission Bibliothèque Médicis, diffusée le 24 mai 2013, sur le sujet « Arendt, Eichmann et les autres ».
Elle décède à Paris au mois d'octobre 2014. Son ultime ouvrage De la bonne société, Leo Strauss, Eric Voegelin, Hannah Arendt (Cerf, 2014) est publié à titre posthume. Réagissant à cette soudaine disparition, le CEVIPOF saluait la mémoire de « l’une des meilleures spécialistes d’Hannah Arendt et d’Eric Voegelin ».

## Traductrice
Traductrice de l’anglais et de l’allemand, elle a traduit une vingtaine d’ouvrages des philosophes Hannah Arendt et Eric Voegelin (1901-1985). Son travail de traductrice débute par les ouvrages d'Arendt dont elle est spécialiste. D’Eric Voegelin, elle a traduit cinq ouvrages, notamment le volume 1 d'Ordre et histoire ("Israel and Revelation", 1956). Intéressée par la pensée de ce philosophe politique, elle est membre de l'Eric Voegelin Society et a fait plusieurs conférences sur les travaux de ce chercheur,,.

### Traduction d'ouvrages de Hannah Arendt
- Hannah Arendt, La tradition cachée : le Juif comme paria, Paris, Christian Bourgois, 1987, rééd. 1996 ("Bibliothèque 10/18", 2802), rééd. 1993 (coll. "Choix-essais"). Recueil de textes extraits de diverses revues et publications 1932-1963, textes traduits de l'allemand et de l'anglais par Sylvie Courtine-Denamy.

- Hannah Arendt, Auschwitz et Jérusalem, Paris, Deuxtemps-Tierce, coll. "Littérales II", 1991, rééd. 1993 (Presses Pocket, coll. "Agora" 129). Recueil d'articles extrait de diverses revues et publications, 1941-1966, textes traduits de l'allemand et de l'anglais par Sylvie Courtine-Denamy, préface de François Collin.
- Hannah Arendt, Qu'est-ce que la politique, Paris, Éditions du Seuil, coll. "L'Ordre philosophique", 1995, rééd. 2001 ("Points Essais"). Texte établi et commenté par Ursula Ludz ; traduction de l'allemand et préface de Sylvie Courtine-Denamy.
- Hannah Arendt, Journal de pensée [1950-1973], Paris, Éditions du Seuil, coll. "L'Ordre philosophique", 2005, 2 volumes. Texte édité par Ursula Ludz et Ingeborg Nordmann ; en collaboration avec le Hannah-Arendt-Institut (Dresde) ; traduit de l'allemand et de l'anglais par Sylvie Courtine-Denamy.
- Hannah Arendt, Écrits juifs, Paris, Fayard, coll. "Ouvertures", 2011. Présentations par Jerome Kohn, Ron H. Feldman et Sylvie Courtine-Denamy ; traduction de l'anglais et de l'allemand et annotations par Sylvie Courtine-Denamy. Postface d'Edna Brocke.
- Hannah Arendt, Joachim Fest, "Eichmann était d'une bétise révoltante" : entretiens et lettres, Paris, Fayard, coll. "Ouvertures", 2013. Texte édité par Ursula Ludz et Thomas Wild, traduit de l'allemand et de l'anglais (américain), annotations et postface de Sylvie Courtine-Denamy.

### Traduction d'ouvrages d'Eric Voegelin
- Eric Voegelin, La nouvelle science du politique : une introduction, Paris, Le Seuil, coll. "L'Ordre philosophique", 2000. Traduction, préface et notes par Sylvie Courtine-Denamy.
- Eric Voegelin, Réflexions autobiographiques, Paris, Bayard, 2004. Texte édité et introduit par Ellis Sandoz ; traduit de l'anglais, préfacé et annoté par Sylvie Courtine-Denamy.
- Eric Voegelin, Race et État, Paris, Vrin, coll. "Bibliothèque des textes philosophiques", 2007. Traduction de l'allemand par Sylvie Courtine-Denamy. Texte précédé de Eric Voegelin, 1933 : un philosophe face à l'idée de race et au racisme par Pierre-André Taguieff.
- Eric Voegelin, Israël et la révélation, Paris, Le Cerf, coll. "La Nuit surveillée", 2012. Volume 1 d'Ordre et histoire ; traduction de l'anglais (États-Unis), préface et annotations de Sylvie Courtine-Denamy ; introduction de Maurice P. Hogan.

### Autres ouvrages traduits
- Edmund Leites, La passion du bonheur, Paris, Le Cerf, coll. "Passages", 1988. Traduit de l'anglais par Sylvie Courtine-Denamy.

- Julius Guttmann, Histoire des philosophies juives : de l'époque biblique à Franz Rosenzweig, Paris, Gallimard, coll. "Bibliothèque de philosophie", 1994. Traduit de l'anglais par Sylvie Courtine-Denamy.
- Jacob Katz, Juifs et francs-maçons en Europe, 1723-1939, Paris, Le Cerf, coll. "Histoires-judaïsmes", 1995, rééd. 2011 (CNRS éd., "Biblis Histoire" 7), . Traduit de l'anglais par Sylvie Courtine-Denamy.
- Hans Jonas, Entre le néant et l'éternité, Paris, Belin, coll. "L'Extrême contemporain", 1996. Recueil de textes extraits de diverses revues et publications, 1962-1987 ; textes rassemblés et traduits par Sylvie Courtine-Denamy. Précédé de Hans Jonas - Hannah Arendt, histoire d'une complémentarité par Sylvie Courtine-Denamy.
- Jacob Katz, De la tradition à la crise : la société juive à la fin du Moyen Âge, Paris, Le Cerf, coll. "Histoires-judaïsmes", 2000  ; traduit de l'anglais par Sylvie Courtine-Denamy ; postface de Bernard Dov Cooperman.
- Hans Jonas, Une éthique pour la nature, Paris, Desclée de Brouwer, coll. "Midrash Essais", 2000. Texte édité par Wolfgang Schneider ; traduction à partir de l'allemand, avant-propos et notes de Sylvie Courtine-Denamy.
- Yirmiyahu Yovel, Les Juifs selon Hegel et Nietzsche : la clef d'une énigme, Paris, Le Seuil, coll. "La Couleur des idées", 2001. Traduit de l'américain par Sylvie Courtine-Denamy.
- Peter Emberley et Barry Cooper (sous la dir.), Foi et philosophie politique : la correspondance Strauss-Voegelin, 1934-1964, Paris, Vrin, coll. "Bibliothèque des textes philosophiques", 2004. Traduit de l'américain par Sylvie Courtine-Denamy.
- Desmond Tutu (sous la dir.), Amnistier l'apartheid : travaux de la Commission Vérité et réconciliation, Paris, Le Seuil, 2004. Directeur de l'édition Philippe-Joseph Salazar ; traduction Sylvie Courtine-Denamy, Charlotte Girard, Philippe-Joseph Salazar. [Édition bilingue].
- David Biale, Le sang et la foi : circulation d'un symbole entre juifs et chrétiens, Paris, Bayard, 2009. Traduit de l'américain par Sylvie Courtine-Denamy.
- Hans Jonas, Essais philosophiques : du credo ancien à l'homme technologique, Paris, Vrin, coll. "Bibliothèque des textes philosophiques", 2013. Ouvrage édité par Damien Bazin et Olivier Depré ; coordination scientifique et préface par Olivier Depré ; traduit par Damien Bazin, Sandrine Bergès, Sylvie Courtine-Denamy... [et al.].

Ses propres ouvrages ont été traduits en anglais, en espagnol, en japonais, en chinois...

## Principales publications
- Hannah Arendt,, Paris, Belfond, 1994, coll. « Les Dossiers ». Édition de poche, Paris, Pluriel, Hachette, 1998.
- Trois femmes dans de sombres temps: Edith Stein, Simone Weil, Hannah Arendt, Paris, Albin Michel, coll. « Idées », octobre 1997 /2002. Édition de poche, Paris, Le Livre de Poche 2004.
- Le Souci du monde. Dialogue entre Hannah Arendt et quelques-uns de ses contemporains, Paris, Vrin, coll. « Pour Demain », 1999.
- La Maison de Jacob. La langue pour seule patrie, Paris, Phébus, coll. « Le vif du sujet », 2001. Préface de Julia Kristeva.
- Le Visage en question. De l'image à l'éthique, Paris, La Différence, coll. « Les Essais », 2004.
- Simone Weil. La quête de racines célestes, Paris, Le Cerf, coll. « La Nuit surveillée », 2009.
- Écoute Nathan. Promenade en Eretz Israel, Paris, L'Harmattan 2009.
- L'Exil dans l'exil - Les langues de l'ailleurs, l'ailleurs des langues, Paris, Hermann, 2014, coll. "Le Bel Aujourd'hui".
- De la bonne société. L. Strauss, E. Voegelin, H. Arendt : le retour du politique en philosophie, Paris, Le Cerf, coll. « La Nuit surveillée », 2014.